# 52. Internationale Sechstagefahrt

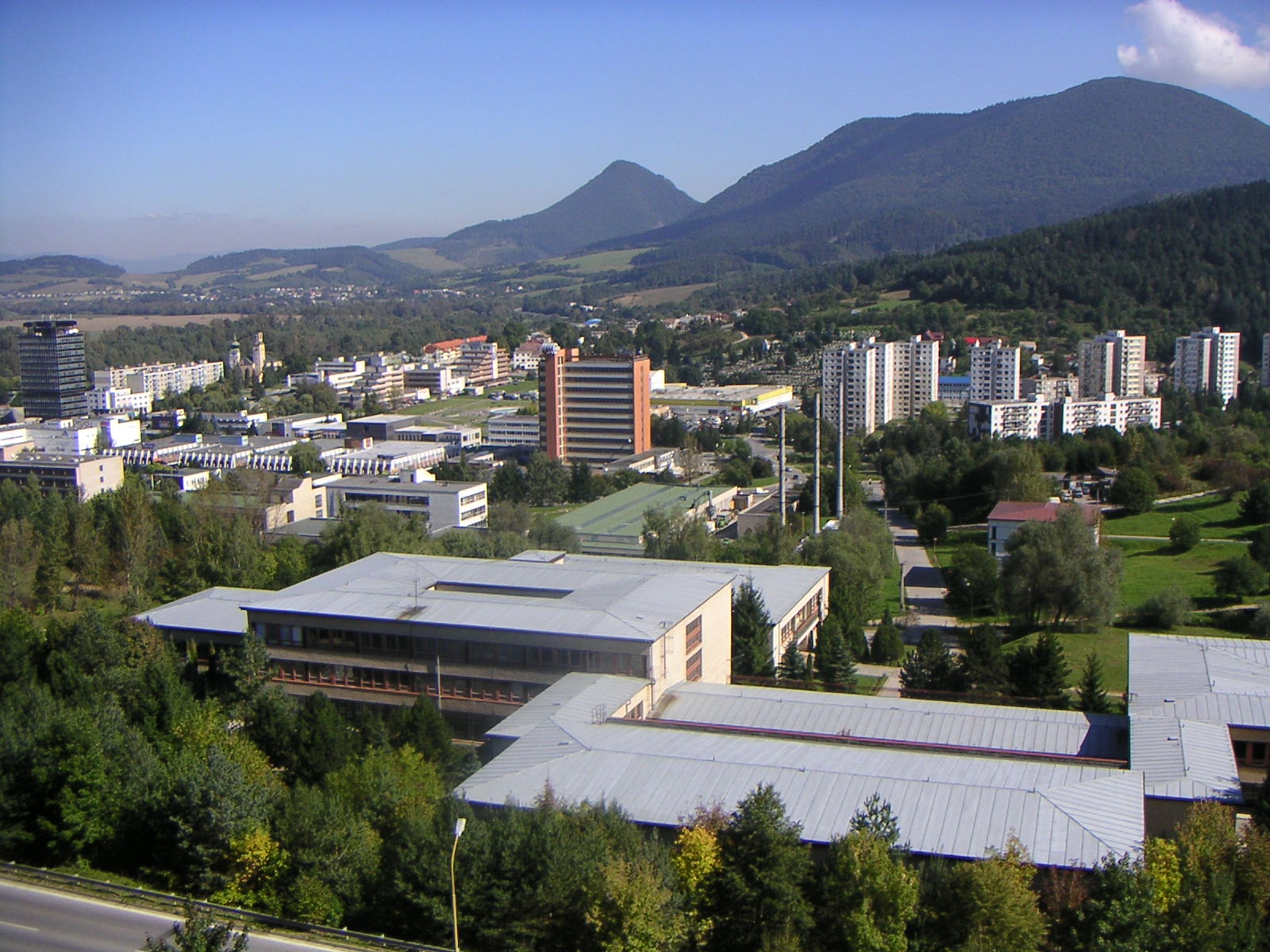
Považská Bystrica, Start- und Zielort der einzelnen Etappen

Die 52. Internationale Sechstagefahrt war die Mannschaftsweltmeisterschaft im Endurosport und fand vom 5. bis 10. September 1977 im tschechoslowakischen Považská Bystrica sowie der näheren Umgebung statt. Die Nationalmannschaften der Tschechoslowakei konnte zum dreizehnten Mal die World Trophy und zum insgesamt sechzehnten sowie zweiten Mal in Folge die Silbervase gewinnen.

## Wettkampf

### Organisation
Die Veranstaltung fand nach 22. (1947), 28. (1953), 28. (1955), 30. (1957), 34. (1959), 38. (1963) und 47. Internationalen Sechstagefahrt (1972) bereits zum achten Mal in der Tschechoslowakei statt.
Für den Wettkampf waren 313 Fahrer von 18 Motorsportverbänden der FIM gemeldet. Um die Trophy-Wertung fuhren Mannschaften aus 14 Nationen. Zudem waren 15 Silbervasen-, 40 Fabrik- und 37 Club-Mannschaften am Start.
BRD, DDR, Österreich und die Schweiz nahmen jeweils an World Trophy und Silbervase teil.
Insgesamt waren innerhalb der sechs Tage 1574,8 Kilometer zu fahren.

### 1. Tag
Die erste Tagesetappe führte nach Nordwesten und war eine zweimal zu absolvierender Rundkurs von 149,3 Kilometern. Als Sonderprüfungen waren eine Beschleunigungsprüfung auf Asphalt im Stadtgebiet von Považská Bystrica sowie zwei Motocrosstests auf einem Wiesenhang zu absolvieren. Das Wetter war sonnig und niederschlagsfrei.
In der World Trophy führte die Mannschaft der Tschechoslowakei vor der BRD und der Mannschaft der DDR. Die Schweizer Mannschaft lag auf dem 6., die österreichische Mannschaft auf dem 9. Platz.
Bei der Silbervasenwertung führte die Mannschaft der BRD vor der DDR und der Mannschaft Italiens. Die Schweizer Mannschaft lag auf dem 10., die österreichische Mannschaft – nach einem Fahrerausfall – auf dem 13. Platz.
19 Fahrer schieden aus dem Wettbewerb aus.

### 2. Tag
Am zweiten Tag wurde die geringfügig auf 300,6 Kilometer veränderte Strecke des Vortags in entgegengesetzter Richtung gefahren. Auch der Motocrosstest wurde umgekehrter Richtung gefahren. Das Wetter war sonnig und für die Jahreszeit warm.
In der World Trophy führte die Mannschaft der Tschechoslowakei vor der BRD und der Mannschaft Italiens. Die DDR-Mannschaft folgte auf dem 4. Platz. Die Mannschaften Österreichs und der Schweiz hatten jeweils einen Fahrerausfall und lagen auf Platz 9 bzw. 10.
Bei der Silbervasenwertung führte die Mannschaft Italiens vor der BRD und der Mannschaft der DDR. Die Schweizer Mannschaft belegte den 9. Platz, Österreich den 13. Platz.
21 Fahrer schieden aus dem Wettbewerb aus.

### 3. Tag
Die Strecke des dritten Fahrtags führte über 285,6 Kilometer in den Südosten. Zwischen dem tiefsten und höchsten Punkt lagen 564 Meter Höhenunterschied.
In einer Nachtsitzung behandelte die Jury den Einspruch der Mannschaftsleitung der italienischen World-Trophy-Mannschaft: Am ersten Fahrtag hatte Gianluigi Petrogalli „fremdes Werkzeug“ benutzt. Vorerst war dies mit 300 Punkten geahndet worden, wogegen die Mannschaftleitung Einspruch eingelegt hatte. Da man ihm jedoch mittlerweile nachweisen konnte, dass dies an einer Zeitkontrolle geschehen war, wurde dies gemäß Regelwerk als „Fremde Hilfe“ gewertet. Dies bedeutete den Ausschluss Petrogallis. In der Folge erschienen zwar alle weiteren Fahrer der italienischen Mannschaft am Start, erfüllten jedoch demonstrativ die Startprüfung nicht und beendeten damit für sich und die Mannschaft die Veranstaltung.
In der World Trophy ergab sich damit folgendes Bild: Es führte die Mannschaft der Tschechoslowakei vor der BRD und der Mannschaft der DDR. Das Team Österreichs lag auf dem 8. Platz. Die Schweizer Mannschaft belegte den 11. Platz.
Bei der Silbervasenwertung führte die Mannschaft der BRD vor Italien und der Mannschaft der Tschechoslowakei. Die Mannschaft der DDR belegte Platz 5, die Schweiz und Österreich Platz 9 bzw. 12.
31 Fahrer schieden aus dem Wettbewerb aus.

### 4. Tag
Am vierten Tag wurde die leicht auf 284,8 Kilometer verkürzte Strecke des dritten Tages gefahren. Das Wetter war regnerisch.
In der World Trophy führte die Mannschaft der Tschechoslowakei vor der DDR und der Mannschaft der Niederlande. in der Mannschaft der BRD schied Paul Rottler mit Motorschaden seiner Zündapp aus dem Wettbewerb, für das Team bedeutete dies Platz 6. Die Mannschaften Österreichs und der Schweiz lagen auf Platz 8 bzw. 9.
Bei der Silbervasenwertung führte die Mannschaft der BRD vor der Tschechoslowakei und der Mannschaft der DDR. Die Schweiz belegte Platz 9, Österreich Platz 11.
Acht Fahrer schieden aus dem Wettbewerb aus.

### 5. Tag
Die Strecke des fünften Tages war 284,1 Kilometer lang, hatte einen absoluten Höhenunterschied von 794,4 Metern und beinhaltete die anspruchsvollsten Teilstücke der Strecken des ersten und dritten Tages. Den gesamten Tag über herrschte starker Dauerregen, der den Streckenuntergrund aufweichte.
In der World Trophy führte unverändert die Mannschaft der Tschechoslowakei vor der DDR und der Mannschaft der BRD. Die Mannschaften Österreichs und der Schweiz lagen auf dem 8. bzw. 11. Platz.
In der Silbervasenwertung führte die Mannschaft der DDR vor der Tschechoslowakei und der Mannschaft Polens. In der BRD-Mannschaft schieden mit Hans Wagner und Peter Hajek gleich zwei Fahrer aus, für das Team bedeutete dies Platz 4. In den Mannschaften der Schweiz und Österreichs schied jeweils in weiterer Fahrer aus, die Teams belegten Platz 8. bzw. Platz 13.
Allein an diesem Fahrtag schieden stattliche 135 Fahrer aus dem Wettbewerb aus.

### 6. Tag
Am letzten Tag wurden 108,3 Kilometer auf einem Teilstück der Strecke des fünften Tages in entgegengesetzter Richtung gefahren. Der Streckenuntergrund war vom Vortag noch stark aufgeweicht. Das Wetter blieb niederschlagsfrei.
Das Abschlussmotocross als letzte Sonderprüfung wurde auf einem Berghang oberhalb von Považská Bystrica durchgeführt. Das Regelwerk sah vor: Die Fahrer in den Klassen 50 und 75 cm³ mussten vier Runden von jeweils 3,1 Kilometern innerhalb von 25 Minuten, alle weiteren Klassen fünf Runden innerhalb von 28 Minuten absolvieren. Für eine darauf folgende Runde bestimmte der zeitbeste Fahrer je Lauf die Nullzeit und alle weiteren wurden dementsprechend mit Differenzpunkten gewertet.
Fünf Fahrer schieden aus dem Wettbewerb aus. Von 313 am ersten Tag gestarteten Fahrern erreichten 94 das Ziel.

## Endergebnisse

### World Trophy
| Platz | Team                            | Punkte     |
| ----- | ------------------------------- | ---------- |
| 1.    | Tschechoslowakei                | 1.630,41   |
| 2.    | Deutsche Demokratische Republik | 2.428,70   |
| 3.    | BR Deutschland                  | 46.747,54  |
| 4.    | Vereinigte Staaten              | 98.905,72  |
| 5.    | Niederlande                     | 103.057,32 |
| 6.    | Belgien                         | 143.747,65 |
| 7.    | Frankreich                      | 191.335,25 |
| 8.    | Österreich                      | 201.311,89 |
| 9.    | Vereinigtes Königreich          | 244.739,91 |
| 10.   | Schweden                        | 258.269,71 |
| 11.   | Schweiz                         | 259.652,24 |
| 12.   | Finnland                        | 274.395,25 |
| 13.   | Italien (a)                     | 390.057,42 |
| 14.   | Kanada                          | 400.156,15 |

### Silbervase
| Platz | Team                            | Punkte     |
| ----- | ------------------------------- | ---------- |
| 1.    | Tschechoslowakei                | 3.161,09   |
| 2.    | Deutsche Demokratische Republik | 3.401,39   |
| 3.    | Polen                           | 50.433,07  |
| 4.    | BR Deutschland                  | 60.395,27  |
| 5.    | Kanada                          | 81.062,31  |
| 6.    | Italien                         | 105.359,07 |
| 7.    | Frankreich                      | 111.096,28 |
| 8.    | Schweiz                         | 131.353,15 |
| 9.    | Schweden                        | 150.884,92 |
| 10.   | Vereinigte Staaten              | 154.793,84 |
| 11.   | Spanien                         | 155.736,66 |
| 12.   | Finnland                        | 156.058,73 |
| 13.   | Österreich                      | 180.391,39 |
| 14.   | Niederlande                     | 184.642,46 |
| 15.   | Australien                      | 212.334,75 |

### Clubmannschaften
Von den 37 gestarteten Mannschaften waren lediglich zwei ohne Fahrerausfall im Ziel. 
| Platz | Team          | Punkte   |
| ----- | ------------- | -------- |
| 1.    | UAMK I        | 4.449,88 |
| 2.    | Ruda Hvezda I | 5.129,03 |

### Fabrikmannschaften
| Platz | Team                     | Punkte   |
| ----- | ------------------------ | -------- |
| 1.    | Zündapp I                | 107,37   |
| 2.    | Jawa I                   | 234,84   |
| 3.    | DKW-Hercules-Playmotor A | 533,95   |
| 4.    | MZ I                     | 710,54   |
| 5.    | Jawa II                  | 1.413,45 |

### Einzelwertung
| Klasse  | Starter | Ausfall/Disqualifikation | Klassensieger (Motorrad)          | Punkte   |  |
| ------- | ------- | ------------------------ | --------------------------------- | -------- |  |
| 50 cm³  | 6       | 5                        | Gini Perego (DKW-Hercules)        | 9.081,39 |  |
| 75 cm³  | 14      | 7                        | Osvaldo Scaburri (Puch)           | 4.924,36 |  |
| 100 cm³ | 11      | 4                        | Jürgen Grisse (Zündapp)           | 4.903,49 |  |
| 125 cm³ | 29      | 22                       | Erwin Schmider (Zündapp)          | 4.815,24 |  |
| 175 cm³ | 57      | 35                       | Franco Gualdi (DKW-Hercules)      | 4.909,69 |  |
| 250 cm³ | 78      | 57                       | Guglielmo Andreini (DKW-Hercules) | 4.848,45 |  |
| 350 cm³ | 41      | 29                       | Květoslav Mašita (Jawa)           | 4.854,42 |  |
| 500 cm³ | 68      | 49                       | Jiří Stodůlka (Jawa)              | 4.836.75 |  |
| 750 cm³ | 9       | 6                        | k. A.                             | k. A.    |  |
| Gesamt  | 313     | 214                      |                                   |          |  |